# Журавно (гміна)
Гміна Журавно — колишня (1934–1939 рр.) сільська ґміна Жидачівського повіту Станіславського вооєводства Польської республіки (1918—1939) рр. Центром ґміни було місто Журавно.
1 серпня 1934 року в Жидачівському повіті Станіславівського воєводства було створено ґміну Журавно з центром в м. Журавно. В склад ґміни входили такі сільські громади: Буянів, Чертіж, Дубравка, Корчівка, Которини, Ляховичі Подорожні, Ляховичі Зарічні, Лютинка, Лисків, Монастирець, Мельнич Новошини, Протеси, Тернавка, Володимирці. Налічувалось 2 879 житлових будинків.